# Stenungsunds kommun
58°05′N 11°49′Ø / 58.083°N 11.817°Ø
Stenungsunds kommun ligger i det svenske län Västra Götaland, i landskapet Bohuslän. Kommunen er en del af storbyregionen Storgöteborg, og  administrationscenteret ligger i byen Stenungsund. 
Kommunen er beliggende  ved havet indenfor øerne Orust og Tjörn og gennemkrydses af E6 og Bohusbanan.

## Kommunevåben
Blasonering: I sköld av silver över en av en vågskura bildad blå stam tre bjälkvis ställda genom svarta strängar förenade svarta rundlar, var och en ovan och nedan genom svarta strängar förenad med en röd rundel.
Blasoneringen beskriver en stiliseret fremstilling af en kulbrintekæde. Dette hænger sammen med den petrokemiske industris betydning i kommunen. Våbenet blev registreret i Patent- och registreringsverket 1977.

## Byer
Stenungsunds kommun har ti byer.
Indbyggere pr. 31. december 2005.
| #   | By                 | Indbyggere |
| --- | ------------------ | ---------- |
| 1.  | Stenungsund        | 10.067     |
| 2.  | Stora Höga         | 2.553      |
| 3.  | Jörlanda           | 805        |
| 4.  | Hallerna           | 650        |
| 5.  | Ödsmål             | 557        |
| 6.  | Starrkärr och Näs  | 472        |
| 7.  | Svenshögen         | 438        |
| 8.  | Aröd och Timmervik | 341        |
| 9.  | Strandnorum        | 334        |
| 10. | Ucklum             | 240        |
| 11. | Stenungsön         | 238        |
| 12. | Svartehallen       | 201        |

## Venskabsbyer
- Norge Odda,  Norge
- Danmark Frederiksværk, Danmark
- Finland Vittis (fi: Huittinen), Finland

## Eksterne kilder og henvisninger
1. ↑  Kommunvapnet, Stenungsunds kommun Arkiveret 27. februar 2014 hos  Wayback Machine læst 2013-04-01

- Wikimedia Commons har flere filer relateret til Stenungsunds kommun